# ГЕС Чевес
ГЕС Чевес – гідроелектростанція в Перу. Використовує ресурс зі сточища річки Huaura, яка дренує західний схил Анд та впадає до Тихого океану на північній околиці міста Уачо.
Забір ресурсу для роботи станції починається зі споруди на Huaura, від якої прокладений перший тунель довжиною 2,6 км до річки Чекрас (ліва притока Huaura). На останній за допомогою бетонної греблі висотою 21 метр та довжиною 140 метрів створили невелике водосховище з площею поверхні 0,07 км2 та об’ємом 580 тис м3. Зі сховища Чекрас через гірський масив лівобережжя Huaura прокладено головний дериваційний тунель довжиною 9,7 км з перетином від 23 м2 до 30 м2. 
Облаштований у підземному варіанті машинний зал станції має розміри 60х16 метрів при висоті 32 метри, а доступ до нього персоналу здійснюється через тунель довжиною біля 1 км. Крім того, існує окреме підземне приміщення для трансформаторного обладнання розмірами 28х11 метрів при висоті 14 метрів. 
Станцію обладнали двома гідроагрегатами з турбінами типу Пелтон потужністю по 86 МВт, які при напорі у 600 метрів повинні забезпечувати виробництво 840 млн кВт-год електроенергії на рік.
Відпрацьована вода повертається у Huaura по відвідному тунелю довжиною 3,3 км з перетином 25 м2. Після його виходу облаштували нижній балансувальний резервуар Пікунче з площею поверхні 0,1 км2 та об’ємом 414 тис м3, який забезпечує природний режим течії у річці. Це сховище утримує земляна/бетонна гребля висотою 11,5 метра та довжиною 155 метрів.
Видача продукції відбувається по ЛЕП, розрахованій на роботу під напругою 220 кВ.
Проект, введений в експлуатацію у 2015 році, реалізувала норвезька компанія Statkraft.